# Bảo tàng Khoa học, Luân Đôn
Bảo tàng Khoa học (tiếng Anh: The Science Museum) là một bảo tàng lớn trên Đường Exhibition ở South Kensington, London. Viện bảo tàng này được thành lập vào năm 1857 và ngày nay là một trong những điểm thu hút khách du lịch lớn của thành phố, thu hút 3,3 triệu lượt du khách mỗi năm. Đây là 1 trong 3 bảo tàng lớn nhất trên đường Exhibition, Nam Kensington. Hai bảo tàng khác là Bảo tàng Lịch sử Tự nhiên và Bảo tàng Victoria và Albert.
Giống như các bảo tàng quốc gia được tài trợ công khai khác ở Vương quốc Anh, Bảo tàng Khoa học không tính phí cho khách vào cửa, mặc dù du khách được yêu cầu quyên góp nếu có thể. Triển lãm tạm thời có thể phải chịu một khoản phí vào cổng. Nó là một phần của Tập đoàn Bảo tàng Khoa học, đã sáp nhập với Bảo tàng Khoa học và Công nghiệp ở Manchester vào năm 2012.